# Punctul de trecere a frontierei Kerem Shalom

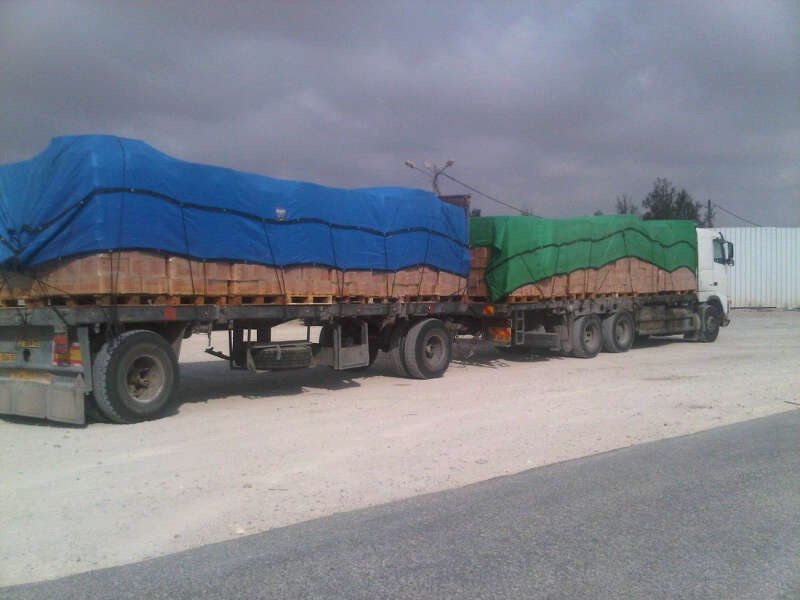
Marfă intrând în Gaza pe la punctul Kerem Shalom.

Punctul de trecere a frontierei Kerem Shalom (în ebraică מעבר כרם שלום, în arabă معبر كرم أبو سالم) este un punct de trecere a frontierei dintre Fâșia Gaza și Israel gestionat de Autoritatea Aeroportuară Israeliană. Traversarea este folosită de camioane care transportă bunuri din Israel în Fâșia Gaza.

## Operare
Până în 2007, monitorii europeni din Misiunea UE la punctul de trecere Rafah (EU BAM Rafah) foloseau punctul de trecere Kerem Shalom pentru a ajunge la Punctul de trecere a frontierei Rafah. EU BAM a înființat un Birou de Legătură la Kerem Shalom, care primește în timp real fluxuri video și de date privind activitățile de la punctul de trecere Rafah. Biroul de Legătură se întrunește în mod regulat pentru a verifica implementarea Principiilor Agreate pentru Punctul de trecere Rafah, pentru a rezolva orice dispută care ar amenința înțelegerea și pentru a îndeplini alte sarcini. Biroul de Legătură este alcătuit din ofițeri de legătură ai EU BAM, ai Autorității Palestiniane și ai guvernului israelian.
Din 2010, 75 de milioane NIS au fost investite în extinderea și modernizarea punctului de trecere a frontierei Kerem Shalom, care este capabil să gestioneze traversarea a circa 450 de camioane pe zi.
Partea palestiniană a punctului de trecere a frontierei este operată de două familii cărora le-a fost acordată o franciză de către Autoritatea Palestiniană și care au fost autorizate de Hamas. Ministerul Comerțului și Industriei de la Ramallah își coordonează cu Israelul activitățile de la Kerem Shalom. Construcțiile din care operează la Kerem Shalom cele două părți, israeliană și palestiniană, sunt situate la 400 de metri distanță unele de celelalte și sunt separate de o zonă pentru descărcarea mărfurilor.
În decembrie 2012, Israelul a ușurat restricțiile la importul materialelor de construcții, permițând accesul a 20 de camioane cu agregate și 34 de camioane cu pietri din Egipt. În acea perioadă era de așteptat ca volumul să crească la 100 de camioane pe zi.

## Incidente
Pe 25 iunie 2006, caporalul israelian Gilad Shalit a fost capturat de militanți palestinieni ai Hamas lângă Kerem Shalom, după ce atacatorii traversaseră linia de demarcație din Fâșia Gaza în Israel prin intermediul unui tunel. În plus, doi soldați ai Armatei Israeliene au fost uciși și alți trei răniți. Drept răspuns, și cu misiunea de recuperare a lui Shalit, armata israeliană a intrat în Fâșia Gaza ca parte a operațiunii „Ploi de vară”, pe 28 iunie. Shalit a fost eliberat ulterior, într-un schimb de prizonieri, pe 18 octombrie 2011.
Pe 19 aprilie 2008, atentatori sinucigași palestinieni au detonat la punctul de trecere a frontierei vehicule încărcate cu explozibil. Conform armatei israeliene, palestinienii au folosit două jeep-uri, vopsite ca să semene cu cele ale armatei, și un transportor blindat. Două din vehicule au explodat, ucigând trei atacatori și rănind 13 soldați israelieni. Fortificațiile de la punctul de trecere a frontierei i-au protejat pe aceștia din urmă de răni mai grave. Un al doilea transportor blindat, reperat de israelieni în apropierea graniței, la nord de Kerem Shalom, a fost distrus de tirurile armatei la scurtă vreme după atentat. Hamas și-a asumat responsabilitatea pentru atac. Conform lui Abu Obeidah, purtător de cuvânt al Brigăzilor Ezzedin Al-Qassam, aripa militară a Hamas, în atentat au fost folosite patru vehicule capcană, din care trei au explodat și unul s-a retras. El a descris acțiunea drept „un dar pentru populația sub asediu” și „o operație pur militară”.
Pe 5 august 2012, punctul de trecere a fost atacat de un grup de persoane înarmate venind din Sinai, care uciseseră anterior 16 polițiști egipteni și furaseră jeep-uri blindate de la un punct de trecere a frontierei egiptean. Unul din jeep-uri, aparent plin cu explozibil, a forțat punctul de trecere și a explodat; altul a fost distrus de armata israeliană.
Pe 14 ianuarie 2018, Forțele Aeriene Israeliene au decis distrugerea „unui tunel terorist care trecea pe sub punctul de trecere a frontierei Kerem Shalom  din Gaza în Israel. Armata Israeliană a afirmat cu certitudine că tunelul aparținea Hamas. Tunelul începea în zona Rafiah, 900 de metri (2,953 picioare) în interiorul Gaza, și se întindea până la 180 de metri (591 de picioare) în Israel. Trecea pe sub conducta de gaz dintre Egipt și Gaza.”